# Attus vulpinus
Attus vulpinus är en spindelart som beskrevs av Westring 1851. Attus vulpinus ingår i släktet Attus och familjen hoppspindlar. Inga underarter finns listade.